# 施特羅根河
48°26′48″N 11°58′42.3″E / 48.44667°N 11.978417°E
施特羅根河（德語：Strogen），是德國的河流，位於該國東南部，由巴伐利亞負責管轄，屬於森普特河的右支流，河道全長39.7公里，流域面積146.5平方公里。